# Satu Nou, Arad
Satu Nou este un sat în comuna Mișca din județul Arad, Crișana, România. La recensământul din 2002 avea o populație de 847 locuitori.